# 柳町 (金沢市)
柳町（やなぎまち）は、石川県金沢市の町名。現行行政地名。

## 歴史
柳町の歴史は江戸時代前期に遡る。町名は伊予西条城主だった一柳監物の預所があったことに由来する。周辺に柳の木があったからという説もある。

## 小・中学校の学区
- 市立小・中学校に通う場合、学区は以下の通りとなる。

## 交通

### 鉄道
- 北陸鉄道浅野川線
- IRいしかわ鉄道線
- 北陸新幹線

### バス
- 北陸鉄道